# Gare de Riells i Viabrea - Breda
La gare de Riells i Viabrea - Breda (en catalan : estació de Riells i Viabrea - Breda) est une gare ferroviaire espagnole qui appartient à ADIF située dans la commune de Riells i Viabrea, à cinq kilomètres de Breda, dans la comarque de la Selva. La gare se trouve sur la ligne Barcelone - Gérone - Portbou et des trains de la ligne R2 Nord des Rodalies de Barcelone et des trains de la ligne R11 des services régionaux de Rodalies de Catalogne, opérés par Renfe s'y arrêtent.

## Histoire
Cette gare de la ligne de Gérone est entrée en service en 1860 lorsque le tronçon construit par les Caminos de Hierro de Barcelona a Granollers (devenu plus tard les Caminos de Hierro de Barcelona a Gerona) a été créé entre Granollers Centre et Maçanet-Massanes, dans le prolongement du chemin de fer de Barcelone à Granollers,.
En 2016, 53 000 passagers ont transité en gare de Riells i Viabrea - Breda.
En 2018, les travaux ont commencé pour la construction d'une piste cyclable menant à la gare. La piste cyclable traversera un chemin de 2 kilomètres parallèle à la route GI-552 sur sa rive droite. Ce sera une voie pavée de sablon stabilisée à la chaux d'une largeur de 3 mètres. La distance avec la route sera comprise entre 3 et 5,5 mètres le long du parcours. Un pont de 25 mètres de long et de 3,4 mètres de large sera également construit pour sauver la Riera de Breda, et la jonction entre les autoroutes GI-552 et GIV-5523, qui seront accessibles à la gare, sera construite. La voie sera également reliée à la voie Can Sacristia. Les travaux coûteront 931 000 euros.